# Décès en février 2015
Décès
- 2011
- 2012
- 2013
- 2014
- 2015
- 2016
- 2017
- 2018
- 2019

Pour une information complémentaire, voir la page d'aide.

| Date        | Nom                                | Activités                                                                                                  | Âge      | Source |
| ----------- | ---------------------------------- | --- | -------- | ------ |
| 1er février | Aldo Ciccolini                     | Pianiste italien, naturalisé français.                                                                     | 89       |        |
| 1er février | William Garrison                   | Géographe américain.                                                                                       | 90       | (en)   |
| 1er février | Udo Lattek                         | Footballeur allemand puis entraîneur.                                                                      | 80       |        |
| 1er février | Claude Lepelley                    | Historien français.                                                                                        | 81       |        |
| 1er février | Monty Oum                          | Animateur américain.                                                                                       | 33       | (en)   |
| 1er février | Victor Sarfati                     | Peintre et professeur de peinture tunisien.                                                                | 83 ou 84 |        |
| 1er février | Martin Ťapák                       | Acteur slovaque.                                                                                           | 88       | (en)   |
| 2 février   | Helena Araújo                      | Écrivaine et critique littéraire colombienne.                                                              | 81       | (es)   |
| 2 février   | Andriy Kuzmenko                    | Chanteur, écrivain et musicien ukrainien.                                                                  | 46       | (en)   |
| 2 février   | Karl-Erik Palmér                   | Footballeur suédois.                                                                                       | 85       | (sv)   |
| 2 février   | Ilijas Pašić                       | Footballeur bosnien.                                                                                       | 80       | (en)   |
| 2 février   | Stewart Stern                      | Scénariste américain.                                                                                      | 92       | (en)   |
| 3 février   | Frank Borghi                       | Footballeur américain.                                                                                     | 89       | (en)   |
| 3 février   | Géri                               | Dessinateur belge de bande dessinée.                                                                       | 80       |        |
| 3 février   | Martin Gilbert                     | Historien britannique.                                                                                     | 78       | (en)   |
| 3 février   | Mary Healy                         | Actrice américaine.                                                                                        | 96       | (en)   |
| 3 février   | Ion Nunweiller                     | Footballeur roumain.                                                                                       | 79       |        |
| 3 février   | Charlie Sifford                    | Golfeur américain.                                                                                         | 92       |        |
| 4 février   | Dmitriy Bagryanov                  | Athlète russe.                                                                                             | 47       | (ru)   |
| 4 février   | Ade Capone                         | Auteur de bande dessinée italien.                                                                          | 56       | (it)   |
| 4 février   | Eduardo Laborde                    | Joueur de rugby à XV argentin.                                                                             | 47       |        |
| 4 février   | Sajida al-Rishawi                  | Djihadiste irakienne.                                                                                      | 45       |        |
| 4 février   | Monica Scattini                    | Actrice italienne.                                                                                         | 59       | (it)   |
| 5 février   | Kairshasp Nariman Choksy           | Avocat et homme politique srilankais.                                                                      | 81       | (en)   |
| 5 février   | Rik Coppens                        | Footballeur belge.                                                                                         | 84       | (nl)   |
| 5 février   | Val Logsdon Fitch                  | Physicien américain.                                                                                       | 91       | (en)   |
| 5 février   | Louise Maheux-Forcier              | Femme de lettres québécoise.                                                                               | 85       |        |
| 5 février   | André Sanac                        | Joueur de rugby à XV français.                                                                             | 85       |        |
| 6 février   | André Brink                        | Écrivain sud-africain.                                                                                     | 79       |        |
| 6 février   | Marisa Del Frate                   | Actrice et chanteuse italienne.                                                                            | 83       | (it)   |
| 6 février   | Assia Djebar                       | Femme de lettres et historienne algérienne, membre de l'Académie française.                                | 78       |        |
| 6 février   | Jacques Kamb                       | Auteur de BD français, (Dicentim).                                                                         | 82       |        |
| 6 février   | Jacques Machet                     | Homme politique français.                                                                                  | 91       |        |
| 6 février   | Tetaua Taitai                      | Homme politique gilbertin, chef de l'opposition depuis 2012.                                               | 67       | (en)   |
| 7 février   | Percy Butler                       | Zoologiste britannique centenaire.                                                                         | 102      | (en)   |
| 7 février   | Billy Casper                       | Golfeur américain.                                                                                         | 83       |        |
| 7 février   | Mambaye Coulibaly                  | Réalisateur d'animation et compositeur malien.                                                             | 57       |        |
| 7 février   | René Lavand                        | Magicien argentin.                                                                                         | 86       | (es)   |
| 7 février   | Marshall Rosenberg                 | Psychologue américain.                                                                                     | 80       | (en)   |
| 7 février   | Dean Smith                         | Basketteur américain puis entraîneur.                                                                      | 83       |        |
| 7 février   | Mario Vázquez Raña                 | Homme d'affaires mexicain, spécialiste du sport et des médias.                                             | 82       | (en)   |
| 8 février   | Robert Basauri                     | Joueur de rugby à XV français.                                                                             | 80       |        |
| 8 février   | Kenji Ekuan                        | Designer industriel japonais.                                                                              | 85       | (en)   |
| 8 février   | Vincent Ezeonyia                   | Prélat catholique nigérian.                                                                                | 73       | (en)   |
| 8 février   | Franck Krebs                       | Écrivain français.                                                                                         | 52       |        |
| 8 février   | Lucien Lanier                      | Haut fonctionnaire et homme politique français.                                                            | 95       |        |
| 8 février   | Emmanuel Laurent                   | Réalisateur et producteur de cinéma français.                                                              | 65       |        |
| 8 février   | Hind Azouz                         | Écrivaine et speakerine marocaine.                                                                         | 88       |        |
| 8 février   | Sergueï Mouratov                   | Journaliste russe, critique de télévision et de cinéma.                                                    | 83       | (ru)   |
| 8 février   | Massimo Rendina                    | Journaliste et résistant italien.                                                                          | 95       | (it)   |
| 8 février   | Gilles Rhéaume                     | Militant souverainiste québécois.                                                                          | 63       |        |
| 8 février   | Jean Rigal                         | Homme politique français.                                                                                  | 83       |        |
| 9 février   | John W. Baldwin                    | Historien américain.                                                                                       | 85       |        |
| 9 février   | Øyvind Bjorvatn                    | Homme politique norvégien, leader du Parti populaire libéral.                                              | 83       | (no)   |
| 9 février   | Roman Frister (en)                 | Journaliste et écrivain israélo-polonais, survivant de l'Holocauste.                                       | 87       | (en)   |
| 9 février   | Rinto Harahap                      | Chanteur indonésien.                                                                                       | 65       | (id)   |
| 9 février   | Jon Jerde                          | Architecte américain.                                                                                      | 75       | (en)   |
| 9 février   | Marvin David Levy (en)             | Compositeur américain.                                                                                     | 82       | (en)   |
| 9 février   | Nadia Röthlisberger-Raspe          | Joueuse de curling suisse, médaillée d'argent aux Jeux olympiques d'hiver de 2002.                         | 42       |        |
| 9 février   | Claude Ruel                        | Entraîneur canadien de hockey sur glace.                                                                   | 76       |        |
| 9 février   | Ed Sabol                           | Réalisateur américain.                                                                                     | 98       |        |
| 9 février   | Jorge Sassi (es)                   | Comédien et humoriste argentin.                                                                            | 64       | (es)   |
| 9 février   | Knut Ståhlberg                     | Journaliste suédois.                                                                                       | 95       | (sv)   |
| 10 février  | Karl Becker                        | Cardinal jésuite et théologien catholique allemand.                                                        | 86       | (en)   |
| 10 février  | Daniel Brand                       | lutteur américain.                                                                                         | 79       | (en)   |
| 10 février  | Gilberte Degeimbre                 | Témoin belge des apparitions mariales de Beauraing.                                                        | 93       |        |
| 10 février  | Manrico Gammarota                  | Réalisateur et acteur italien.                                                                             | 60       | (it)   |
| 10 février  | Corinne Le Poulain                 | Actrice française.                                                                                         | 66       |        |
| 10 février  | Anne Naysmith (en)                 | Pianiste britannique.                                                                                      | 77       | (en)   |
| 10 février  | Anne Pauzé                         | Actrice canadienne.                                                                                        | 72       | (en)   |
| 10 février  | Claude Rostain                     | Diplomate français.                                                                                        | 98       |        |
| 10 février  | René Schumacker                    | Botaniste et bryologue belge.                                                                              | 77       |        |
| 10 février  | Rafik Tlili                        | Homme politique tunisien.                                                                                  | 53       |        |
| 11 février  | Abel Costas Montaño (en)           | Prélat catholique bolivien.                                                                                | 94       | (es)   |
| 11 février  | Anne Cuneo                         | Femme de lettres, journaliste et cinéaste suisse.                                                          | 78       |        |
| 11 février  | Rudolf Fila                        | Artiste-peintre slovaque.                                                                                  | 82       | (en)   |
| 11 février  | Roger Hanin                        | Acteur français.                                                                                           | 89       |        |
| 11 février  | Bernard Marie                      | Arbitre de rugby et homme politique français.                                                              | 96       |        |
| 11 février  | Pierre-Philippe Pasqua             | Militant français.                                                                                         | 67       |        |
| 11 février  | Bob Simon                          | Journaliste américain.                                                                                     | 73       | (en)   |
| 12 février  | Idriss Arnaoud Ali                 | Homme politique djiboutien.                                                                                | 69       |        |
| 12 février  | Nik Abdul Aziz Nik Mat             | Homme politique malais et religieux musulman.                                                              | 84       | (en)   |
| 12 février  | David Carr                         | Journaliste américain.                                                                                     | 58       | (en)   |
| 12 février  | Movita Castaneda                   | Actrice américaine.                                                                                        | 98       | (en)   |
| 12 février  | Désiré Dondeyne                    | Chef d'orchestre et compositeur français.                                                                  | 93       |        |
| 12 février  | Jean Lechantre                     | Footballeur français puis entraîneur.                                                                      | 92       |        |
| 12 février  | Mosie Lister (en)                  | Chanteur et ministre baptiste américain.                                                                   | 93       | (en)   |
| 12 février  | Tomie Ohtake                       | Artiste peintre et sculptrice japonaise, naturalisée brésilienne.                                          | 101      | (pt)   |
| 12 février  | Gary Owens                         | Acteur américain.                                                                                          | 80       | (en)   |
| 12 février  | Ernest Sternglass (en)             | Physicien américain.                                                                                       | 91       |        |
| 12 février  | Steve Strange                      | Chanteur de pop gallois, du groupe Visage.                                                                 | 55       | (en)   |
| 13 février  | Thomas Bhalerao (de)               | Prélat catholique indien.                                                                                  | 82       | (en)   |
| 13 février  | Geneviève Dormann                  | Femme de lettres, scénariste et journaliste française.                                                     | 81       |        |
| 13 février  | Kete Ioane                         | Homme politique cookien.                                                                                   | 64       | (en)   |
| 13 février  | John McCabe                        | Pianiste et compositeur classique britannique.                                                             | 75       | (en)   |
| 13 février  | Magnus Mwalunyungu                 | Prélat catholique tanzanien.                                                                               | 84       | (en)   |
| 13 février  | Nguyễn Bá Thanh (en)               | Homme politique vietnamien.                                                                                | 61       | (vi)   |
| 13 février  | Jean-Yves Petiteau                 | Sociologue français.                                                                                       | 72       |        |
| 13 février  | Miklós Takács                      | Professeur hongro-canadien de musique classique, chef d'orchestre et de chœur.                             | 82       |        |
| 14 février  | Agnelle Bundervoët                 | Pianiste et compositrice française.                                                                        | 92       |        |
| 14 février  | Keith Copeland                     | Batteur de jazz américain.                                                                                 | 68       | (en)   |
| 14 février  | Michele Ferrero                    | Chef d'entreprise italien.                                                                                 | 89       |        |
| 14 février  | Louis Jourdan                      | Acteur français.                                                                                           | 93       |        |
| 14 février  | Philip Levine                      | Poète américain.                                                                                           | 87       |        |
| 14 février  | Philippe Massoni                   | Haut fonctionnaire et policier français.                                                                   | 79       |        |
| 14 février  | Ammouri Mbark                      | Chanteur et compositeur marocain.                                                                          | 63       | (en)   |
| 14 février  | Franjo Mihalić                     | Athlète de fond yougoslave, puis croate et serbe, médaillé d'argent aux Jeux olympiques d'été de 1956.     | 94       |        |
| 14 février  | Finn Nørgaard                      | Réalisateur et producteur danois de films documentaires.                                                   | 55       |        |
| 14 février  | Wim Ruska                          | Judoka néerlandais, champion aux Jeux olympiques d'été de 1972.                                            | 74       | (nl)   |
| 14 février  | Almut Rössler                      | Organiste et chef de chœur allemande.                                                                      | 82       | (de)   |
| 14 février  | Eduardo Dibós Silva                | Pilote de rallye péruvien.                                                                                 | 59       | (es)   |
| 15 février  | Eileen Essell                      | Actrice britannique.                                                                                       | 92       | (en)   |
| 15 février  | Steve Montador                     | Hockeyeur sur glace canadien.                                                                              | 35       | (en)   |
| 16 février  | Lasse Braun                        | Réalisateur italo-français.                                                                                | 78       | (en)   |
| 16 février  | John Davies                        | Historien gallois.                                                                                         | 70       | (en)   |
| 16 février  | Lesley Gore                        | Chanteuse américaine.                                                                                      | 68       |        |
| 16 février  | Aleksandr Melentiev                | Tireur sportif soviétique puis kirghize, champion aux Jeux olympiques d'été de 1980.                       | 60       | (ru)   |
| 16 février  | Uri Orbach                         | Écrivain sioniste religieux, journaliste et homme politique israélien.                                     | 54       | (en)   |
| 16 février  | Lorena Rojas                       | Actrice et chanteuse mexicaine.                                                                            | 44       | (en)   |
| 16 février  | Olga Törös                         | Gymnaste hongroise, médaillée de bronze aux Jeux olympiques d'été de 1936.                                 | 100      | (hu)   |
| 16 février  | Markku Tuokko                      | Athlète finlandais.                                                                                        | 63       | (fi)   |
| 16 février  | Heinrich Windelen                  | Homme politique allemand.                                                                                  | 93       | (de)   |
| 17 février  | Malek Alloula                      | Écrivain algérien.                                                                                         | 77       |        |
| 17 février  | Alberto Coramini                   | Footballeur italien.                                                                                       | 70       | (it)   |
| 17 février  | Joseph Devellerez Thaung Shwe (de) | Prélat catholique birman.                                                                                  | 79       | (en)   |
| 17 février  | June Fairchild                     | Actrice américaine.                                                                                        | 68       | (en)   |
| 17 février  | Andrzej Koszewski                  | Compositeur et musicologue polonais.                                                                       | 92       | (pl)   |
| 17 février  | Antonio Lanfranchi (it)            | Prélat catholique italien.                                                                                 | 68       | (it)   |
| 17 février  | George Mackie                      | Aviateur et homme politique écossais.                                                                      | 95       | (en)   |
| 17 février  | Henri Martin                       | Homme politique français.                                                                                  | 87       |        |
| 17 février  | Jean-Louis Tamvaco                 | Peintre, homme d'affaires, historien du théâtre et de l'opéra et collectionneur français.                  | 83       |        |
| 17 février  | Cathy Ubels-Veen                   | Femme politique néerlandaise.                                                                              | 86       | (nl)   |
| 18 février  | Jean Chabot                        | Peintre français.                                                                                          | 101      |        |
| 18 février  | Georges Corbel                     | Joueur de hockey sur gazon français.                                                                       | 72       |        |
| 18 février  | Claude Criquielion                 | Cycliste sur route belge.                                                                                  | 58       |        |
| 18 février  | Jerome Kersey                      | Basketteur américain.                                                                                      | 52       |        |
| 19 février  | Jean Asselbergs                    | Sculpteur et graveur de médailles français.                                                                | 86       |        |
| 19 février  | Michel Clos                        | Artiste-peintre français.                                                                                  | 81       |        |
| 19 février  | Ivan Davidov                       | Footballeur bulgare.                                                                                       | 71       | (bg)   |
| 19 février  | Gérard Ducarouge                   | Ingénieur français.                                                                                        | 73       |        |
| 19 février  | Harold Johnson                     | Boxeur américain.                                                                                          | 86       | (en)   |
| 19 février  | Talus Taylor                       | Auteur de littérature jeunesse américain.                                                                  | 82       |        |
| 20 février  | Michel Antoine                     | Historien français.                                                                                        | 89       |        |
| 20 février  | Abdel Hafed Benotman               | Écrivain algérien.                                                                                         | 54       |        |
| 20 février  | Ibrahim Biogradlić                 | Footballeur bosnien.                                                                                       | 83       | (ba)   |
| 20 février  | Bruno Bollini                      | Footballeur français.                                                                                      | 81       |        |
| 20 février  | Gérard Calvi                       | Compositeur et chef d'orchestre français.                                                                  | 92       |        |
| 20 février  | Keith Donnellan                    | Philosophe américain.                                                                                      | 83       | (en)   |
| 20 février  | Wayne Moore                        | Nageur américain, champion aux Jeux olympiques d'été de 1952.                                              | 83       | (en)   |
| 20 février  | Patricia Norris                    | Costumière et chef décoratrice américaine.                                                                 | 83       | (en)   |
| 20 février  | Thérèse Quentin                    | Actrice française.                                                                                         | 85       |        |
| 20 février  | Patrice Quéréel                    | Artiste et écrivain français.                                                                              | 68       |        |
| 21 février  | Mohamed El Gourch                  | Coureur cycliste marocain.                                                                                 | 79       |        |
| 21 février  | Meredydd Evans (en)                | Collectionneur, historien, producteur de télévision, militant politique gallois et joueur de musique folk. | 95       | (en)   |
| 21 février  | Jean-Pierre Fougerat               | Homme politique français.                                                                                  | 61       |        |
| 21 février  | Alekseï Goubarev                   | Cosmonaute soviétique puis russe.                                                                          | 83       | (en)   |
| 21 février  | Thái Văn Kiểm                      | Orientaliste vietnamien.                                                                                   | 93       |        |
| 21 février  | John Knapp-Fisher                  | Artiste peintre britannique.                                                                               | 83       | (en)   |
| 21 février  | Jean Le Merdy                      | Artiste peintre français.                                                                                  | 86       |        |
| 21 février  | Luca Ronconi                       | Acteur italien et directeur de théâtre et d'opéra.                                                         | 81       | (it)   |
| 21 février  | Sadeq Tabatabaei (en)              | Homme politique iranien, journaliste, présentateur de télévision et universitaire.                         | 71       | (fa)   |
| 21 février  | Clark Terry                        | Musicien américain de jazz, trompettiste et bugliste.                                                      | 94       | (en)   |
| 21 février  | Daniel Topolski (en)               | Avironneur, entraîneur et commentateur britannique d'aviron.                                               | 69       | (en)   |
| 21 février  | Annelies Ullstein                  | Joueuse de tennis italienne.                                                                               | 99       | (it)   |
| 21 février  | Bernhard Heinrich Witte (de)       | Prélat catholique allemand.                                                                                | 88       | (es)   |
| 21 février  | Alina Yakimkina                    | Biathlète russe.                                                                                           | 21       | (ru)   |
| 22 février  | Charles Aubecq                     | Homme politique belge.                                                                                     | 88       |        |
| 22 février  | Pasquale Carminucci                | Gymnaste italien, médaillé de bronze aux Jeux olympiques d'été de 1960.                                    | 77       | (it)   |
| 22 février  | Alfred Diefenbacher                | Haut fonctionnaire français.                                                                               | 99       |        |
| 22 février  | Mathieu Ekra                       | Homme politique ivoirien.                                                                                  | 98       |        |
| 22 février  | Patrick Esclafer de La Rode        | Généalogiste et militant légitimiste français.                                                             | 70       |        |
| 22 février  | Chris Rainbow                      | Musicien et chanteur de rock écossais.                                                                     | 68       | (en)   |
| 23 février  | Abdelaziz Ben Dhia                 | Homme politique tunisien.                                                                                  | 78       |        |
| 23 février  | Rana Bhagwandas                    | Juge pakistanais.                                                                                          | 72       | (en)   |
| 23 février  | Emidio Cavigioli                   | Footballeur italien.                                                                                       | 89       | (it)   |
| 23 février  | Michel Dumoulin                    | Acteur, metteur en scène et réalisateur français.                                                          | 79-80    |        |
| 24 février  | Rakhat Aliev                       | Homme politique et diplomate kazakh.                                                                       | 52       |        |
| 24 février  | Francis Némé Baïssari (de)         | Prélat catholique libanais.                                                                                | 81       | (en)   |
| 24 février  | Pierrette Favarger                 | céramiste française                                                                                        | 90       |        |
| 24 février  | Irving Kahn (en)                   | Financier américain.                                                                                       | 109      | (en)   |
| 24 février  | Regina Mañe Ela                    | Femme politique équatoguinéenne.                                                                           | 60       |        |
| 24 février  | Jean Savatier                      | Juriste et professeur de droit social français.                                                            | 92       |        |
| 24 février  | Bertrice Small                     | Femme de lettres américaine.                                                                               | 77       | (en)   |
| 25 février  | Thérèse Aillaud                    | Femme politique française.                                                                                 | 83       |        |
| 25 février  | José Balarello                     | Homme politique français.                                                                                  | 88       |        |
| 25 février  | Harve Bennett                      | Scénariste, réalisateur, acteur et producteur de cinéma américain.                                         | 84       | (en)   |
| 25 février  | Robert Brisart                     | Philosophe belge.                                                                                          | 61       |        |
| 25 février  | Eugenie Clark                      | Ichtyologiste américaine.                                                                                  | 92       | (en)   |
| 25 février  | Ernest Côté                        | Militaire et diplomate canadien.                                                                           | 101      |        |
| 25 février  | Antonio Monselesan                 | Acteur et entraîneur de boxe italien.                                                                      | 73       | (it)   |
| 25 février  | Giacomo Rondinella                 | Chanteur et acteur italien.                                                                                | 91       | (it)   |
| 25 février  | Éric Rouleau                       | Journaliste et diplomate français.                                                                         | 88       |        |
| 25 février  | Jurģis Skulme                      | Peintre letton.                                                                                            | 86       |        |
| 25 février  | Marian Szeja                       | Footballeur polonais, champion aux Jeux olympiques d'été de 1972.                                          | 73       |        |
| 26 février  | Bob Braithwaite                    | Tireur sportif britannique.                                                                                | 89       | (en)   |
| 26 février  | Pascal Brunner                     | Imitateur, animateur de télévision, de radio et comédien français.                                         | 51       |        |
| 26 février  | Robert Fossaert                    | Sociologue et économiste français.                                                                         | 88       |        |
| 26 février  | Theodore Hesburgh                  | Prêtre et théologien américain.                                                                            | 97       | (en)   |
| 26 février  | Licinio de la Fuente               | Homme politique espagnol.                                                                                  | 91       | (es)   |
| 26 février  | Earl Lloyd                         | Basketteur américain.                                                                                      | 86       |        |
| 26 février  | Branislav Martinović               | Lutteur gréco-romain yougoslave.                                                                           | 77       | (sr)   |
| 26 février  | Oras Sultan Naji                   | Députée yéménite.                                                                                          | 52-53    | (ar)   |
| 26 février  | Fritz J. Raddatz                   | Écrivain allemand.                                                                                         | 83       | (de)   |
| 26 février  | Avijit Roy                         | Écrivain, blogueur et militant américano-bangladais pour la laïcité et la liberté d'expression.            | 42       | (en)   |
| 27 février  | Richard Bakalyan                   | Acteur américain.                                                                                          | 84       |        |
| 27 février  | Nadia Hilou                        | Femme politique arabe israélienne.                                                                         | 61       | (en)   |
| 27 février  | Boris Nemtsov                      | Homme politique russe.                                                                                     | 55       |        |
| 27 février  | Leonard Nimoy                      | Acteur, réalisateur, scénariste, photographe, producteur, et chanteur américain.                           | 83       |        |
| 27 février  | Geórgios Stravakákis               | Homme politique, physicien et sismologue grec.                                                             | 60       |        |
| 27 février  | Anna Szatkowska                    | Écrivaine et professeure polonaise.                                                                        | 86       | (pl)   |
| 27 février  | Bohdan Tomaszewski                 | Journaliste et écrivain polonais.                                                                          | 93       | (pl)   |
| 28 février  | Robert Belloni                     | Footballeur français.                                                                                      | 74       |        |
| 28 février  | Héctor Colomé                      | Acteur hispano- argentin.                                                                                  | 71       | (en)   |
| 28 février  | Jacques Giraldeau                  | Réalisateur, directeur de la photographie, scénariste, producteur et monteur québécois.                    | 87       |        |
| 28 février  | Alex Johnson                       | Joueur américain de baseball.                                                                              | 72       | (en)   |
| 28 février  | Yasar Kemal                        | Écrivain turc.                                                                                             | 92       |        |
| 28 février  | John Komba                         | Homme politique tanzanien.                                                                                 | 60       | (en)   |
| 28 février  | Ezra Laderman                      | Compositeur de musique classique américain.                                                                | 90       | (en)   |
| 28 février  | Anthony Mason                      | Basketteur américain.                                                                                      | 48       |        |
| 28 février  | André Vallée                       | Prélat catholique canadien.                                                                                | 84       | (en)   |
| 28 février  | Carel Visser                       | Sculpteur néerlandais.                                                                                     | 86       | (nl)   |